# ストランド (小惑星)
ストランド（英語：3236 Strand）は、小惑星帯に位置する小惑星である。ローウェル天文台のエドワード・ボーエルが発見した。
名前はデンマーク生まれで、オランダ、アメリカ合衆国で働いた天文学者カイ・オーゲ・ストランドから命名された。